# Lur (gruppo etnico)
I lur (in luri: لورَل٫, persiano: لُرها) sono una etnia iranica che vive principalmente nell'ovest e nel sud-ovest dell'Iran. La loro popolazione è stimata in circa cinque milioni di persone. Occupano il Lorestan, Kohgiluyeh e Buyer Ahmad, Khuzestan e Fars (specialmente Lamerd, Mamasani e Rostam), Bushehr, Chahar Mahal e Bakhtiari, Hamadan, Ilam e Esfahan.
Parlano principalmente la lingua luri, una lingua iranica del sud-ovest collegata al persiano e al curdo. Secondo l'Enciclopedia dell'Islam, la lingua luri è molto vicina alla lingua arcaica e al medio persiano. Secondo il linguista Don Still, il lori-bakhtiari, come il persiano, deriva direttamente dall'antico persiano. Michael M. Gunter sostiene che i lur sono strettamente imparentati con i curdi ma che "a quanto pare cominciarono ad essere distinti dai curdi 1000 anni fa."
I lur sono la maggioranza demografica delle regioni Kohgiluyeh e Buyer Ahmad, Ilam, Lorestan e Chahar Mahal e Bakhtiari. La metà della popolazione del Khuzestan è lur, come il 30% della popolazione di Bushehr.

## Lingua
Richard N. Frye scrisse che "i lur e i loro dialetti sono strettamente correlati ai persiani della regione di Fars, e naturalmente appartengono al ramo sud-occidentale dei popoli iranici".
La lingua luri è divisa in due gruppi principali:
- Il dialetto parlato nel Luri-i buzurg (grande Lur) che è strettamente correlato al persiano. Questo dialetto è parlato dagli abitanti di Bakhtiari, Kuh-Gilu-Boir Ahmed, nel nord e nell'est del Khouzistan, nel distretto Mamasani del Fars, e in alcune zone della provincia di Bushehr.
- Il dialetto parlato nel Lur-i-Kuchek (Lur inferiore) che è strettamente correlato alla lingua curda del sud, che ha alcune similitudini con il persiano. Questo dialetto è parlato nel Lorestan, diversi distretti dell'Hamadan (Malayer, Nahavand, Towisarkan) e dagli abitanti del sud e del sud-ovest dell'Ilam e della zona nord della regione del Khuzestan.
- C'è un terzo gruppo di lur che parla il luri-e-minjaee; essi sono etnicamente parte dei lur-e- kuchak ma il loro dialetto è quello dei lur-e-bozorg.

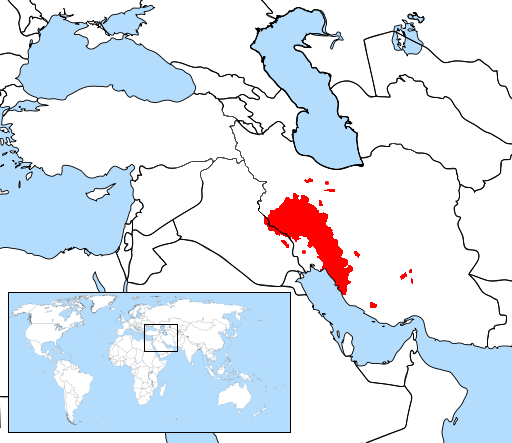
Mappa delle lingue luri

In una nuova categorizzazione, i luri parlano i seguenti cinque dialetti luri:
- Dialetto feyli[7][8][9][10]
- Dialetto laki[11][12][13]
- Dialetto khorramabadi
- Bakhtiari[14][15]
- Il luro meridionale

## Storia
I lur sono una miscela di tribù aborigene iraniche, provenienti dall'Asia centrale, e tribù pre-iraniche dell'Iran occidentale, come i Cassiti (la cui patria sembra essere stata quello che oggi è il Lorestan) e i Gutei. Michael M. Gunter afferma che essi sono strettamente correlati ai curdi ma che "apparentemente cominciarono ad essere distinti dai curdi 1.000 anni addietro." Egli aggiunge che il Sharafnama di Sharaf Khan Bidlisi "menziona due dinastie Lur tra le cinque dinastie curde che hanno goduto in passato di regalità o della più alta forma di sovranità o indipendenza". Nel Mu'jam Al-Buldan di Yaqut si fa menzione dei lur come popolo curdo, di tribù che vivono nelle montagne tra la regione del Khuzestan e quella di Esfahan. Il termine "curdo", secondo Richard Frye, è stato utilizzato per tutti i nomadi iranici (compresa la popolazione dell'antica regione del Lorestan, le tribù del Kuhistan e i baluci del Kirman) siano essi stati linguisticamente collegati ai curdi o meno.

## Genetica

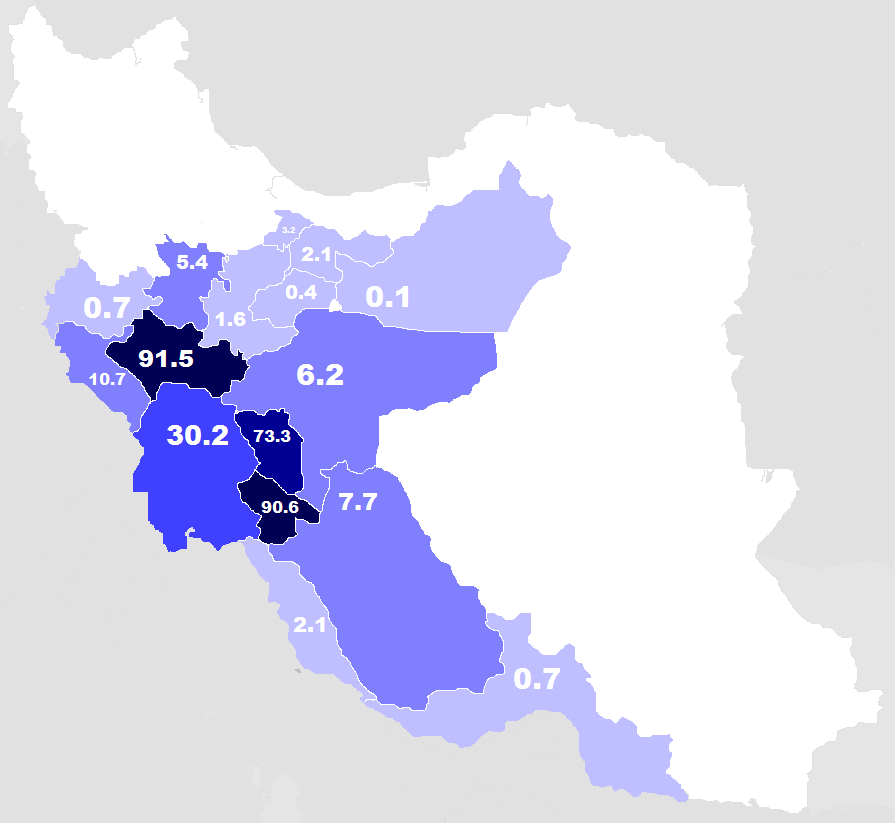
Percentuale di popolazione Lur nelle regioni dell'Iran (censimento del 2010)

Considerando la variante del loro NRY, i lur si distinguono dagli altri gruppi iranici per la loro relativamente elevata frequenza dell'Y-DNA aplogruppo r1b (in particolare, di sottoclasse R1b1a2a-L23). Insieme alle sue altre classi, aplogruppo R1 comprende il singolo aplogruppo più comune tra i lur. L'aplogruppo J-M172 (subcategorie J2a3a-M47, J2a3b-M67, J2a3h-M530, più specificatamente) è la seconda più comune linea di discendenza tra i lur ed è associato alle migrazioni degli agricoltori nel neolitico nel Vicino Oriente circa 8000-4000 a.C.

## Cultura

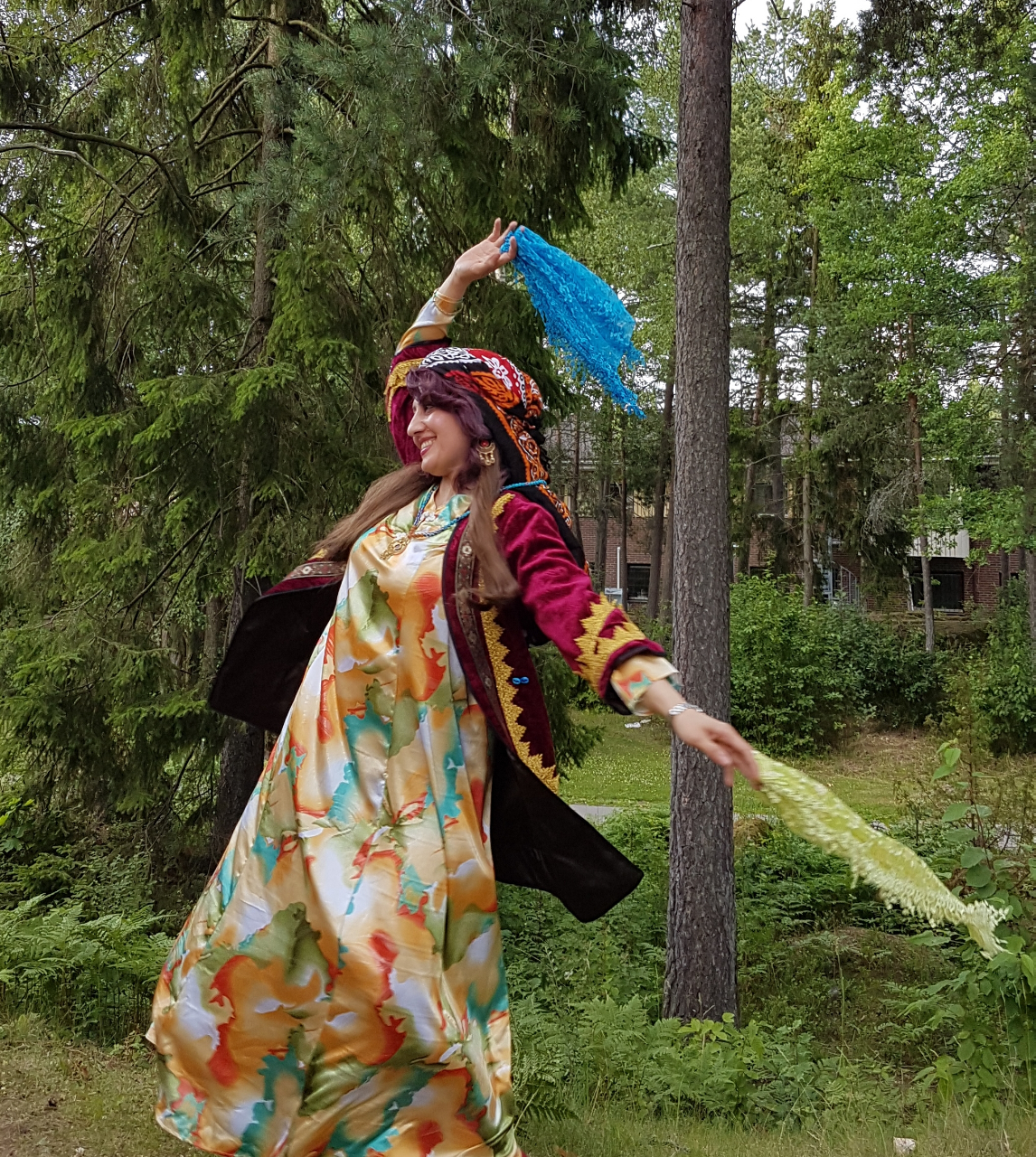
donne lure eseguono danze Čupi.

L'autorità degli anziani, nelle tribù, riveste una forte influenza tra la popolazione nomade, anche se non è così dominante tra la popolazione urbana. Come nella società bakhtiari e curda, le donne lur hanno maggiore libertà rispetto alle donne di altri gruppi all'interno della regione. Una caratteristica etnica distintiva dei luri è la loro danza popolare.

## Religione
La gente lur è diversa e individualista nelle sue opinioni e pratiche religiose. Le religioni possono differire enormemente, anche all'interno di un gruppo familiare. Mentre la stragrande maggioranza dei lur sono musulmani sciiti, diversi praticano una religione antica iraniana conosciuta come Yaresanesimo, che ha radici nello zoroastrismo, mitraismo e manicheismo. Tradizionalmente la gente lur esteriormente professa l'Islam sciita e la religione di alcuni è una miscela di Ahl-e Haqq che coinvolge una credenza in incarnazioni successive in combinazione con antichi riti.